# Autoserica symmetrica
Autoserica symmetrica är en skalbaggsart som beskrevs av Frey 1976. Autoserica symmetrica ingår i släktet Autoserica och familjen Melolonthidae. Inga underarter finns listade.